# 光度函數 (天文學)
光度函數在天文學上為恆星或星系的光度分佈，是用來研究數量龐大的族群或類別的性質，像是星團中的恆星或是星系團中的星系。

## 謝克光度函數
謝克光度函數給出了以光度為變數的星系空間密度函數，其型式是：
{\displaystyle n(x)\ \mathrm {d} x=\phi ^{*}x^{a}\mathrm {e} ^{-x}\mathrm {d} x,}
此處{\displaystyle x=L/L^{*}}，{\displaystyle L^{*}}是星系的特徵光度，決定函數中冪律的適用範圍。{\displaystyle \,\!\phi ^{*}}是歸一化常數，單位是數量密度。星系的光度函數在不同的族群和環境中可能會有不同的參數，它不是一個通用的函數。一個從場星系的測量中的估計是　{\displaystyle a=-1.25,\ \phi ^{*}=1.2\times 10^{-3}h^{3}\mathrm {Mpc} ^{-3}}　。
為了方便，謝克光度函數常被改寫成以星等為自变量，並有以下形式；
{\displaystyle n(M)\ \mathrm {d} M=0.4\ \ln 10\ \phi ^{*}[10^{0.4(M^{*}-M)}]^{\alpha +1}\exp[-10^{0.4(M^{*}-M)}]\ \mathrm {d} M.}
注意到因為星等是對數形式，冪律有著對數斜率{\displaystyle \alpha +1}。這就是為什麼{\displaystyle \alpha =-1}的謝克光度函數是平的。

## 白矮星光度函數
白矮星光度函數 (white dwarf luminosity function，WDLF) 給定白矮星的數量和光度。當在測量這類恆星的形成和冷卻的速率時，它提供有價值的資訊，像是白矮星冷卻的物理和年齡，以及星系的歷史。